# Топчибашев, Мирза Джафар
Мирза Джафар Топчибашев (азерб. Mirzə Cəfər Topçubaşov; 1790, Гянджа — 4 февраля 1869, Санкт-Петербург) — российский учёный-востоковед, тайный советник и поэт азербайджанского происхождения, внёсший большой вклад в развитие русского востоковедения. Ординарный профессор персидской словесности на историко-филологическом факультете Санкт-Петербургского университета, где преподавал восточные языки с 1819 года. После увольнения в 1835 году Ф. Шармуа возглавил кафедру персидского языка и словесности. Одновременно работал в Учебном отделение восточных языков при Азиатском департаменте Министерства иностранных дел России. Член Лондонского азиатского общества. Дядя видного азербайджанского политического и государственного деятеля Алимардан-бека Топчибашева.

## Биография
Мирза Джафар Топчибашев родился в 1790 году (по другим данным в 1784 году) в Гяндже, и когда он был ребёнком, семья переехала в Тифлис. Происходил из «мусульманских беков Закавказского края». Что касается этнической принадлежности, то указывается, что Мирза Джафар был азербайджанцем, иногда же отмечалось, что был персом, хотя в дореволюционной России азербайджанцев порой называли персами.
Юность провёл в Тифлисе. Образование получил под руководством духовных лиц. Кроме родного азербайджанского языка, в совершенстве знал персидский, арабские и турецкий языки, которые изучил в медресе города Тифлис. Владел также русским, грузинским и армянским языками. С целью совершенствования знания восточных языков часто бывал в приграничных с Закавказьем районах Персии.

### Служебная деятельность
Благодаря блестящему знанию персидского языка, в 1817 году был привлечён в качестве переводчика в состав персидского посольства, с которым и прибыл в Санкт-Петербург. Очень быстро способности Мирзы Джафара привлекли внимание российских властей, и ему были предложены должности преподавателя восточных языков в Главном педагогическом институте и Азиатском департаменте министерства иностранных дел России.
1 января 1819 года Мирза Джафар Топчибашев был утвержден в должности преподавателя восточных языков Главного педагогического института. После преобразования Главного педагогического института в Санкт-Петербургский университет, 8 февраля того же года Мирза Джафар назначен на должность преподавателя университета. В числе учеников М. Д. Топчибашева был и Александр Грибоедов, изучивший у него персидский язык.
7 марта 1823 года был назначен адъюнктом кафедры персидской словесности. C 1825 года начал преподавательскую деятельность в организованном при Азиатском департаменте учебном отделении восточных языков, в дальнейшем преобразованном в институт.
После ухода в отставку профессора Ф. Б. Шармуа, он был назначен на должность экстраординарного профессора кафедры персидской словесности; с 21 мая 1843 года — ординарный профессор.
Наряду с персидским языком, в разное время, по необходимости, вёл занятия по арабскому и турецкому языкам. Работая в университете, Топчибашев по указанию Азиатского департамента способствовал привлечению своих студентов в учебное отделение восточных языков. Руководство департамента высоко ценило его заслуги в этой области. Министр иностранных дел К. В. Нессельроде в характеристике М. Д. Топчибашева отмечал его «полезные труды по образованию в России многих драгоманов и ориенталистов».
По свидетельству ученика, а впоследствии коллеги Василия Григорьева, Мирза Джафар был отличным преподавателем, умел целиком отдаваться работе, всячески старался передать студентам свои знания, радовался их успехам и учил их изъясняться по-персидски не только правильно, но и изящно.
Большое внимание М. Д. Топчибашев уделял восточной каллиграфии, которой владел в совершенстве. Кроме того, он занимался разбором книг, фирманов и рукописей на восточных языках. За успешный разбор восточных рукописей Императорской публичной библиотеки в 1843 году ему было выдано вознаграждение в 2500 рублей.
В начале января 1849 года Мирза Джафар Топчибашев обратился с прошениями к руководству Университета и Азиатского департамента об освобождении его от службы по состоянию здоровья. По просьбе ректора университета и декана факультета он согласился довести курс до конца учебного года. Официальное увольнение М. Д. Топчибашева из университета состоялось 24 марта 1849 года. На кафедре персидской словесности его сменил приглашённый из Казанского университета профессор М. Казем-Бек.
Из Азиатского департамента Мирзу Джафара не отпустили. По ходатайству министра иностранных дел К. В. Нессельроде, основанному на представлении попечителя Санкт-Петербургского учебного округа графа М. Н. Мусина-Пушкина об отличной службе и заслугах М. Д. Топчибашева, 29 января 1849 года император Николай I повелел оставить его на службе в Министерстве иностранных дел, с выдачей полной пенсии по университету.
Мирза Джафар Топчибашев был одним из основателей Императорского Русского археологического общества. После образования отделения восточной археологии, на первом же его заседании 13 апреля 1851 года, он был избран управляющим, что стало знаком благодарности и уважения членов отделения востоковедов, в большинстве его бывших учеников. Неудовлетворительное состояние здоровья вынудило Мирзу Джафара в феврале 1855 года отказаться от должности управляющего. После ухода из университета Мирза Джафар Топчибашев проработал в Азиатском департаменте министерства иностранных дел ещё 18 лет, до 1867 года — в связи с полной утратой работоспособности.
Мирза Джафар до конца своей жизни сохранял привязанность к университету; 19 ноября 1868 года он обратился к декану юридического факультета университета с просьбой принять от него в дар государственный банковский пятипроцентный билет в тысячу рублей с тем, чтобы на проценты с этой суммы раз в два года выдавалась премия в сто рублей за лучшую студенческую работу на заданную тему по одной из наук административного разряда.
Скончался 4 (16) февраля 1869 года. В некрологе отмечалось, что имя Джафара Топчибашева «будет произноситься с признательностью, пока продлится существование Петербургского университета» (опубликовано в «Известиях Императорского русского археологического общества» (1872, том VII, выпуск 3, с. 304).

## Награды
- Орден Святой Анны 2-й степени с императорской короной
- Орден Святого Владимира 4-й степени (до 1826)
- Орден Святого Владимира 3-й степени
- Орден Святого Владимира 2-й степени
- Орден Святого Станислава 1-й степени
- Персидский орден Льва и Солнца 2-й степени